# دوستت دارم، احمق
دوستت دارم، احمق (به انگلیسی: I Love You, Stupid) فیلمی محصول سال ۲۰۲۰ و به کارگردانی لائورا مانیا است. در این فیلم بازیگرانی همچون کیم گوتیه‌رس، ناتالیا تنا، آلفونسو باساوه، آلبا ریباس، پاتریسیا بیکو و ارنستو آلتریو ایفای نقش کرده‌اند.